# Bol'sheglushitsky (huyện)
Huyện Bol'sheglushitsky (tiếng Nga: ? райо́н) là một huyện hành chính tự quản (raion), của Tỉnh Samara, Nga. Huyện có diện tích 2587 km². Trung tâm của huyện đóng ở Bol'shuya Glushitsa.